# Ямамото, Кадзиро
Кадзиро Ямамото (яп. 山本嘉次郎 Ямамото Кадзиро, (15 марта 1902 — 21 сентября 1974) — японский режиссёр, актёр, сценарист. Когда писал сценарии или участвовал в кино в качестве актёра зачастую пользовался псевдонимами Нобукай Хирадо (平戸延介 — когда выступал в качестве сценариста) или Нобукай Хирата (平田延介 — выступая в качестве актёра). Сегодня Кадзиро Ямамото известен в основном как наставник Акиры Куросавы (который был его ассистентом на пяти проектах) и постановщик пропагандистских милитаристских кинолент военных лет, однако в своих лучших работах он проявил себя выдающимся режиссёром.

## Биография

### Ранние годы
Родившийся в самом сердце японской столицы — увеселительном и торговом районе Гиндза, Кадзиро был поглощён новыми пьесами, фильмами и операми с самого детства. Его отец был генеральным директором табачной компании Tengu Tobacco Company и определил отпрыска учиться на финансовом факультете университета Кэйо. Однако, юноша в возрасте восемнадцати лет бросил университет в 1920 году и присоединился к театральной компании. Дебютировал в качестве актёра под псевдонимом Нобукай Хирата в 1921 году в постановке «Сон в летнюю ночь» Уильяма Шекспира, где его партнёршей была также только начинающая Ёсико Окада. Отец и мать Кадзиро решительно выступили против его выбора профессии, что привело к семейному разладу и юноша ушёл из дома. Тем не менее, родители при его уходе дали сыну приличную сумму денег на личные нужды, которые он благополучно использовал, вложив их в создание кинокомпании Mumei eiga kyōkai, став одним из её соучредителей.

### Карьера в кино
Дебютировал в кино в качестве актёра в 1922 году, исполнив главную роль в первом фильме этой компании, короткометражке «Будущий великий актёр». В том же 1922 году перешёл в кинокомпанию «Никкацу», где подвизался в качестве помощника режиссёра и начал писать сценарии. После знаменитого землетрясения Канто, когда были разрушены многие токийские киностудии, Кадзиро Ямамото перешёл в компанию Hayakawa puro (расположенную в регионе Кансай), где дебютировал в режиссуре, поставив фильм «Пламя на перекрёстке» (1924) с Токихико Окадой в главной роли.
Ещё в самом начале своей карьеры Кадзиро Ямамото подружился с продюсером Ивао Мори. Работа в Кансае вновь сводит их вместе и Ивао Мори приглашает начинающего кинематографиста Ямамото занять место начальника сценарного отдела киотского отделения студии «Никкацу». Естественно, молодой и трудолюбивый Кадзиро Ямамото, не только руководил отделом, но и сам принимал активное участие в разработке сценариев. С 1926 по 1932 годы он приложил руку к сценариям для фильмов таких режиссёров, как Кэндзи Мидзогути, Тому Утида и Томотака Тадзака. С 1932 года вернулся к режиссуре и за полтора года напряжённой работы поставил около десятка кинолент.
В 1934 году всё тот же Ивао Мори переманил Ямамото в новую кинокомпанию P.C.L. (Photo Chemical Laboratories — раннее название студии «Тохо»). Эта компания в те годы специализировалась на адаптациях литературных произведений; его две версии романов Сосэки Нацумэ, «Мальчуган» (1935) и «Ваш покорный слуга кот» (1936) были несколько академическими по стилю, но раскрыли талант к лёгкой комедии и социальной сатире. Довольно широкий комический штрих был очевиден во многочисленных фильмах режиссёра середины 1930-х годов, созданных для нарождающейся звезды экрана, комика Энокэна (прозвище Кэнъити Эномото), делавшего пародии на знаменитых героев-самураев. К числу лучших в этой серии комедийных лент относят «Энокэн: Захоронение желудей» (1935) и «Энокэн: Карманник Кинта» (1937), сочетающие модную по тем временам городскую стилистику с музыкальными шутками, которые позволяют максимально использовать физические навыки Энокэна. В жанре мелодрамы он снял такие популярные хиты проката тех лет, как «Целомудрие мужа» (1937), фильм в двух частях рассказывающий о последствиях внебрачной связи мужа с лучшей подругой его жены и «Любовь Тодзюро» (1938), историческая драма из эпохи Эдо, относящаяся к театральной тематике, где главный герой, актёр кабуки находит вдохновение для своей роли в воспоминаниях о юношеской любви.
Однако сегодня среди его фильмов того периода наиболее известны два реалистичных повествования о жизни в северной Японии, в обоих этих лентах снялась ещё совсем юная Хидэко Такаминэ: «Уроки литературы» (1938), где храбрый и честный талантливый подросток в исполнении Такаминэ, переживает трудности нищего существования её семьи в годы великой депрессии 1930-х; а фильм «Лошадь» (1941) показывает трогательную историю о девушке, воспитывающей жеребёнка, — эта драматичная история была снята в полудокументальной манере в течение четырёх сезонов, и режиссёр здесь экспериментировал с изображением. В титрах фильма числятся четыре кинооператора. Для каждого из четырёх времён года был выбран отдельный оператор. Фильм имел большой успех и был высоко оценен кинокритиками. По результатам голосования критиков журнала «Кинэма Дзюмпо» кинолента заняла почётное 2-е место в десятке номинантов при выборе лучшего фильма 1941 года. Это был последний из пяти фильмов Ямамото, в работе которых принимал участие в качестве ассистента режиссёра знаменитый в последующие годы Акира Куросава. Ямамото сразу выделил Куросаву из тех новобранцев, что были отобраны студией для работы ассистентами, обучал его старательно и строго, помогая проявить и организационные, и живописные, и литературные способности. И Куросава всегда очень тепло отзывался о своём наставнике.
С началом Второй мировой войны концентрация кинопромышленности и контроль над производством фильмов служили политической задаче, а именно —
мобилизации всего общества для военных целей. В 1942 году, в самый разгар войны в рамках «национальной политики» Ямамото становится постановщиком военно-пропагандистской картины «Война на море от Гавайских островов до Малайи». В фильме показана история японского юноши, который поступил в военно-морское училище. Подробно рассказывается о системе обучения тех, кому уготовано стать пушечным мясом в предстоящей войне. После завершения учёбы молодой человек попадает на авианосец и участвует в нападении на Перл-Харбор. Завершается фильм сражением за Малайский архипелаг. Ямамото нанял известного мастера Эйдзи Цубурая в качестве режиссёра спецэффектов, который со своей группой помощников под открытым небом создали огромную модель Перл-Харбора, построили в натуральную величину линкор и базу в Татияма, в префектуре Тиба, и воспроизвели с поразительной точностью все детали нападения на американскую базу. Ямамото вложил в постановку все свое мастерство и сделал его одним из лучших фильмов в своем роде. Кинофильм вышел на экраны японских кинотеатров в первую годовщину нападения на Перл-Харбор. Снятый с грандиозным по тем временам бюджетом в 770 000 иен, на рекламу было израсходовано ещё 150 000 иен (в то время как смета обычного фильма составляла 40 000 иен). Фильм отвечал настроениям японского народа, пережившего чрезвычайное время. Он собрал 10 млн зрителей и долго не сходил с экрана. В довершение ко всему критиками журнала «Кинэма Дзюмпо» был назван лучшим фильмом 1942 года. «Война на море от Гавайских островов до Малайи» вышла на экраны повторным прокатом в середине 1960-х годов и вновь имела большой успех. Сейчас любой японец скажет, что этот фильм пропагандировал милитаризм. Но в те годы, многие честные молодые люди, вдохновлённые фильмом, шли в специальные учебные отряды военно-морского флота и затем, погибая, топили американские корабли. Фильм идеализировал и войну и смерть. Не учитывая того, что кинолента способствовала подъёму боевого духа в стране, невозможно дать ему правильную историческую оценку.
После успеха «Войны на море от Гавайских островов до Малайи», Кадзиро Ямамото снял ещё два военных фильма: «Отряд соколов Като» (1944) — байопик о лётчике-асе, героическом командире эскадрильи, который погиб на фронте в Бирме в 1942 году; «Атака торпедоносцев» (1944), где показана южно-тихоокеанская битва, в которой японские пилоты гибнут, торпедируя американские авианосцы. Эти фильмы прославляли безграничное мужество японских солдат, их повиновение и железную дисциплину. Режиссёр мастерски пользовался трюковыми съёмками и вёл действие, держа зрителя в напряжении. Его новая военная продукция ничем, однако, не напоминала его предшествующих фильмов, которые свидетельствовали о том, что он талантливый и тонкий режиссёр.
После окончания Второй мировой войны Кадзиро Ямамото как и многие другие кинематографисты, которые в военные годы обращались к фильмам, снятым в русле «национальной политики», изменил курс и начал ставить фильмы, посвящённые теме пацифизма. Американские оккупационные власти отстранили президентов и некоторых руководителей кинокомпаний, но не стали ставить под сомнение ответственность кинорежиссёров. Вместо этого их призвали немедленно приступить к работе и ставить фильмы, пропагандирующие демократию, и японские кинематографисты послушно ответили на этот призыв. Разочарование у кинематографистов вызвал лишь запрет на постановку исторических драм (традиционных для японского кино дзидайгэки), поскольку американцы считали, что фильмы этого жанра проникнуты милитаризмом. Никто не выступал против попытки новой власти заменить идеи милитаризма, войны и феодализма принципами демократии. Так Ямамото оказался на съёмочной площадке пропагандистского фильма, уже конечно иной тональности, — агитирующего за идеи профсоюзного движения, «Люди, творящие завтра» (1946, снятого по заказу профсоюза работников «Тохо»), где его сорежиссёрами были бывший ассистент Акира Куросава и дебютант Хидэо Сэкигава. Хотя фильм вышел не во всём удавшийся, Куросава вообще от него отрёкся, тем не менее левая критика фильм поддержала, так как в фильме провозглашалась идея солидарности трудящихся.
В дальнейшем Ямамото возвращается к постановкам комедий с участием комика Энокэна («Время новых дураков», 1947 и др.). В одной из небольших ролей комедии «Время новых дураков» дебютировал на экране будущая звезда японского кинематографа Тосиро Мифунэ, который впоследствии неизменно говорил о Кадзиро Ямамото как о своём учителе. В это время на студии «Тохо» шла длительная забастовка и компанию покинуло большое количество актёров. Руководство «Тохо» организовало конкурс «Новые лица», чтобы найти юные дарования. Мифунэ стоял среди толпы молодых людей, мрачно насупившись и даже не пытался произвести хорошее впечатление. Тогда он вёл себя крайне агрессивно. Видимо, он пытался развязностью прикрыть смущение. Дерзость на этот раз помогла. Мрачный и невежливый красавец резко выделялся в толпе покорно ожидающих решения своей судьбы. На него и обратил внимание Кадзиро Ямамото, бывший председателем отборочного жюри, а заодно и подыскивавший себе актёра для новой постановки. Во время съёмок режиссёру очень понравился молодой дебютант и он порекомендовал его режиссёру Сэнкити Танигути, готовившемуся тогда к постановке фильма «По ту сторону серебряного хребта», где Мифунэ исполнил роль гангстера Эйдзимы.
В 1948 году на паях с продюсером Содзиро Мотоки Ямамото становится соучредителем кинокомпании Eiga Geijutsu Kyōkai и делает такие интересные работы, как «Дитя ветра» (1949) о тяжёлой жизни семьи, оставшейся без кормильца, которого забрали на войну и «Весенний флирт» (1949) — адаптация пьесы французского автора Марселя Паньоля, действие которой перенесено в Японию начала XX века.
В 1953 году Кадзиро Ямамото был постановщиком первого цветного фильма кинокомпании «Тохо» «Девушки среди цветов» (др. назв. «Девушки в саду»), однако эта работа не стала новаторской как в карьере самого режиссёра, так и для студии, решившей блеснуть красками отечественного изобретения Fujicolor. Как и первая цветная картина компании «Сётику» «Кармен возвращается на родину», эта лента показывает контрасты между городской и сельской Японией послевоенного времени.
Хотя Ямамото продолжал работать ещё полтора десятилетия, уйдя из кинематографа в 1967 году, его работы позднего периода уже не имели былого успеха и не привлекали внимания как критики, так и публики, но он продолжал писать много сценариев для других режиссёров. С 1967 года, оставив кино, Ямамото занял должность директора центра подготовки актёров при студии «Тохо», работая над обучением подрастающего поколения.
Своими учениками Кадзиро Ямамото считали такие мастера экрана, как режиссёры Акира Куросава, Сэнкити Танигути, Исиро Хонда, Мотоёси Ода, Хидэо Сэкигава и Сэйдзи Маруяма, а также актёры Тосиро Мифунэ, Кэнъити Эномото, Хидэко Такаминэ, Хидзуру Такатихо, Сусуму Куробэ и др.
В дополнение к своей режиссёрской карьере, Ямамото славился отменным кулинаром и опубликовал несколько книг по кулинарии.
В сентябре 1974 года Кадзиро Ямамото умер от атеросклероза в возрасте 72 лет. Похоронен на муниципальном кладбище Тама, расположенном в самом центре Токио.

## Премии и номинации
Премия журнала «Кинэма Дзюмпо»
- Номинация на премию за лучший фильм 1938 года — «Уроки литературы».
- Номинация на премию за лучший фильм 1941 года — «Лошадь».
- Премия за лучший фильм 1942 года — «Война на море от Гавайских островов до Малайи».
- Номинация на премию за лучший фильм 1947 года — «Четыре истории любви» (сорежиссёры — Тэйноскэ Кинугаса, Микио Нарусэ, Сиро Тоёда).
- Номинация на премию за лучший фильм 1947 года — «Время новых дураков» (фильм в двух частях).
- Номинация на премию за лучший фильм 1949 года — «Дитя ветра».
- Номинация на премию за лучший фильм 1949 года — «Весенний флирт».
- Номинация на премию за лучший фильм 1956 года — «Стоя на Манаслу: 8125 метров над уровнем моря» (док.).

Кинофестиваль в Мар-дель-Плата (1959)
- Номинация на главный приз — «Отдых в Токио»

## Фильмография
Серым цветом выделены утерянные фильмы
| Фильмография Кадзиро Ямамото (только режиссёрские работы) | Фильмография Кадзиро Ямамото (только режиссёрские работы)          | Фильмография Кадзиро Ямамото (только режиссёрские работы) | Фильмография Кадзиро Ямамото (только режиссёрские работы) | Фильмография Кадзиро Ямамото (только режиссёрские работы) | Фильмография Кадзиро Ямамото (только режиссёрские работы) |
| Год                                                       | Русское название                                                   | Оригинальное название                                     | Транслитерация по системе Поливанова                      | Английское название в международном прокате               | Дополнительные сведения (жанр, актёры, студия и др.) |
| --------------------------------------------------------- | ------------------------------------------------------------------ | --------------------------------------------------------- | --------------------------------------------------------- | --------------------------------------------------------- | --- |
| 1920-е годы                                               |                                                                    |                                                           |                                                           |                                                           | |
| 1924                                                      | «Пламя на перекрёстке»                                             | 熱火の十字球                                              | Нэкка-но дзюдзи-кю                                        | Hot Fire at the Crossroads                                | Современная драма (гэндайгэки), осуществлённая активистами, переехавшими в Кансай после землетрясения. С уч. Токихико Окада. Пр-во Hayakawa puro                                                                             |
| 1924                                                      | «Рассеянные облака»                                                | 断雲                                                      | Данун                                                     | Scattered Clouds                                          | Фильм-драма с участием Минору Такады. Пр-во Tōa kinema |
| 1924                                                      | «Короткая песня любви» («История любви в Сёдосиме»)                | 恋慕小唄（小豆島情話）                                    | Рэнбо коута (Сёдосима дзёва)                              | Short Song of Love (Love Story of Shodoshima)             | Ямамото также сценарист. Фильм-драма по роману Тихару Сонэ с участием Мисао Сэки. Пр-во Tōa kinema |
| 1924                                                      | «Тайна горы»                                                       | 山の神秘                                                  | Яма-но симпи                                              | Secret of the Mountain                                    | Фильм-драма с участием Сина Нэдзу. Пр-во Tōa kinema |
| 1924                                                      | «Время счастья»                                                    | 幸福時代                                                  | Ко:фуку дзидай                                            | Time of Happiness                                         | Современная драма (гэндайгэки) с участием Канъити Тани. Пр-во Tōa kinema |
| 1925                                                      | «Утро в лесу»                                                      | 森の朝                                                    | Мори-но аса                                               | Morning in the Forest                                     | Современная драма (гэндайгэки) по сюжету Пэру Касаи с участием Канъити Тани. Пр-во Tōa kinema |
| 1925                                                      | «История о дразнящем парне»                                        | 人を喰った話                                              | Хито о кутта ханаси                                       | The Story That Mocked a Man                               | Современная драма (гэндайгэки). Пр-во Tōa kinema |
| 1925                                                      | «Малыш-бомбардировщик»                                             | 爆弾児                                                    | Бакудандзи                                                | Bomber Kid                                                | Современная драма (гэндайгэки) по сюжету Дзюндзо Сонэ с участием Минору Такады. Пр-во Tōa kinema |
| 1925                                                      | «Врата славы»                                                      | 輝ける扉                                                  | Кагаякэру тобира                                          | Gateway to Glory                                          | Ямамото также сценарист и актёр. Современная драма (гэндайгэки) по произведению Августа Стриндберга. Пр-во Makino Production                                                                                                 |
| 1926                                                      | «Согласие мальчика»                                                | 男児一諾                                                  | Дандзи-но итидаку                                         | The Boy's Agreement                                       | Сорежиссёр — Тоёаки Ёкота. Ямамото также актёр. Современная драма (гэндайгэки) по сюжету Кадзуо Огавы. Пр-во Makino Production                                                                                               |
| 1926                                                      | «Клятва для матери»                                                | 母に誓ひて                                                | Хаха ни тикаитэ                                           | Vow to Mother                                             | Ямамото также сценарист. Современная драма (гэндайгэки). Пр-во Takamatsu Azuma Production |
| 1926                                                      | «Товары отца»                                                      | 父様の売物                                                | Тосан-но уримоно                                          | Father's Goods                                            | Современная драма (гэндайгэки) по сюжету Такэ Нагасаки. Пр-во Takamatsu Azuma Production |
| 1926                                                      | «Коллекция короткометражных фильмов Мацуда: Облако»                | マツダ映画小品集 「雲」                                   | Мацуда эйга сёнин-сю Кумо                                 | Matsuda Collection of Short Films: The Сloud              | Ямамото также сценарист. Современная драма (гэндайгэки). Пр-во Takamatsu Azuma Production |
| 1930-е годы                                               |                                                                    |                                                           |                                                           |                                                           | |
| 1932                                                      | «Новая тактика жены»                                               | 細君新戦術                                                | Сайкун синсэндзюцу                                        | Wife's New Tactic                                         | Комедия по сюжету Юкио Тэрао. В ролях: Канъити Тани, Нобуко Фусими, Хикару Хоси. Пр-во «Никкацу» |
| 1932                                                      | «Цветок страсти» («Тяжёлое испытание»)                             | 受難華                                                    | Дзюнангэ                                                  | Passion Flower / Ordeal                                   | Фильм-драма по роману Кана Кикути. В ролях: Харуё Итикава, Рэйко Хоси, Кёдзи Суги. Пр-во «Никкацу» |
| 1932                                                      | «Улыбающийся Никкацу» (к/м)                                        | ほゝえむ日活                                              | Хохоэму Никкацу                                           | Smiling Nikkatsu                                          | Документальная короткометражка о студии Никкацу. Пр-во «Никкацу» |
| 1933                                                      | «Ворота в голубое небо»                                            | 蒼穹の門                                                  | Со:кю-но мон                                              | Gate to the Blue Sky                                      | Фильм-драма по роману Каитаро Хасэгавы. В ролях: Сидзуэ Нацукава, Сёсаку Сугияма, Гинко Минэ. Пр-во «Никкацу» |
| 1933                                                      | «Розовая девушка»                                                  | 桃色の娘                                                  | Момоиро-но мусумэ                                         | The Pink Girl                                             | Фильм-драма по истории Тосио Кавахары. В ролях: Каити Ямамото, Сатоко Датэ, Сёсаку Сугияма. Пр-во «Никкацу» |
| 1933                                                      | «Завоевание жены»                                                  | 女房征服                                                  | Нёбо сэйфуку                                              | Conquest of a Wife                                        | Ямамото также сценарист и автор сюжета. Фильм-драма с участием: Кёдзи Суги, Нацуэ Китахара, Рэйко Хоси. Пр-во «Никкацу» |
| 1933                                                      | «Любовный кризис»                                                  | 恋愛非常時                                                | Рэнай хидзодзи                                            | Love Crisis                                               | Ямамото также сценарист и автор сюжета. Фильм-драма с участием: Хикару Хоси, Ранко Ханаи, Умпэй Ёкояма. Пр-во «Никкацу» |
| 1934                                                      | «Прояснение в родном городе»                                       | ふるさと晴れて                                            | Фурусато харэтэ                                           | Brightening Hometown                                      | Ямамото также сценарист и автор сюжета. Фильм-драма с участием: Дэммэй Судзуки, Каити Ямамото, Ранко Ханаи. Пр-во «Никкацу»                                                                                                  |
| 1934                                                      | «Любовь и искусство катания на лыжах»                              | 恋愛スキー術                                              | Рэнъай скидзюцу                                           | Love and the Art of Skiing                                | Ямамото также сценарист и автор сюжета. Фильм-драма с участием: Харуё Итикава, Тоёаки Ёкота, Цунэми Хиросэ. Пр-во «Никкацу»                                                                                                  |
| 1934                                                      | «Энокэн: Юношеский предел алкоголя» (фильм в двух частях)          | エノケンの青春酔虎伝                                      | Энокэн-но сэйсюн суйкодэн                                 | Enoken's Youthful Liquor Margin                           | Первый звуковой в карьере Ямамото. Кинокомедия с участием: Кэнъити Эномото, Тэйити Футамура, Масако Цуцуми. Пр-во P.C.L. (Photo Chemical Laboratories)                                                                       |
| 1934                                                      | «Генерал Альп»                                                     | あるぷす大将                                              | Арупусу тайсё                                             | General of the Alps / Alpine Victory                      | Фильм-драма по роману Эйдзи Ёсикавы с участием: Садао Маруяма, Каору Ито, Сатико Тиба. Пр-во P.C.L. (Photo Chemical Laboratories)                                                                                            |
| 1935                                                      | «Мальчуган»                                                        | 坊つちゃん                                                | Боттян                                                    | Botchan                                                   | Фильм-драма по роману Сосэки Нацумэ с участием: Хироси Уруки, Хацуко Нацумэ, Каматари Фудзивара. Пр-во P.C.L. (Photo Chemical Laboratories)                                                                                  |
| 1935                                                      | «Фиолетовая девушка»                                               | すみれ娘                                                  | Сумирэ мусумэ                                             | The Violet Girl                                           | Фильм-драма по роману Тэцудзо Сираи с участием: Масако Цуцуми, Каматари Фудзивара, Сатоко Датэ. Пр-во P.C.L. (Photo Chemical Laboratories)                                                                                   |
| 1935                                                      | «Уловки мальчика на побегушках»                                    | いたづら小僧                                              | Итадзура кодзо                                            | Tricks of an Errand Boy                                   | Ямамото также сценарист. Фильм-драма по произведению Куни Сасаки с участием: Каору Ито, Мицуко Такао, Каматари Фудзивара. Пр-во P.C.L. (Photo Chemical Laboratories)                                                         |
| 1935                                                      | «Энокэн: Игры Исами Кондо»                                         | エノケンの近藤勇                                          | Энокэн-но Кондо Исами                                     | Enoken Plays Isami Kondo                                  | Кинокомедия с участием: Кэнъити Эномото, Дзэко Накамура, Каору Ито. Пр-во P.C.L. (Photo Chemical Laboratories) |
| 1936                                                      | «Энокэн: Захоронение желудей»                                      | エノケンのどんぐり頓兵衛                                  | Энокэн-но донгури тонбээ                                  | Enoken's Tombei of the Acorns                             | Кинокомедия с участием: Кэнъити Эномото, Тайити Футамура, Сатоко Датэ. Пр-во P.C.L. (Photo Chemical Laboratories) |
| 1936                                                      | «Ваш покорный слуга кот»                                           | 吾輩ハ猫デアル                                            | Вагахай ва нэко дэ ару                                    | I Am a Cat                                                | Фильм-драма по одноимённому роману Сосэки Нацумэ с уч. Мусэй Токугава, Каматари Фудзивара. Пр-во P.C.L. (Photo Chemical Laboratories)                                                                                        |
| 1936                                                      | «Энокэн: Миллиардер»                                               | エノケンの千万長者                                        | Энокэн-но сэнман тёдзя                                    | Enoken the Billionaire                                    | Кинокомедия с участием: Кэнъити Эномото, Тайити Футамура, Сумиэ Цубаки. Пр-во P.C.L. (Photo Chemical Laboratories) |
| 1936                                                      | «Энокэн: Миллиардер. Часть 2»                                      | 続エノケンの千万長者                                      | Дзоку Энокэн-но сэнман тёдзя                              | Enoken the Billionaire 2                                  | Ямамото также автор сюжета. Кинокомедия с участием: Кэнъити Эномото, Тайити Футамура, Дзэко Накамура. Пр-во P.C.L. (Photo Chemical Laboratories)                                                                             |
| 1936                                                      | «Две стороны нового брака»                                         | 新婚うらおもて                                            | Синкон ураомотэ                                           | Two Sides of a New Marriage                               | Кинокомедия с участием: Акира Кисии, Каматари Фудзивара, Тиэко Такэхиса. Пр-во P.C.L. (Photo Chemical Laboratories) |
| 1937                                                      | «Целомудрие мужа. Часть 1: Когда приходит весна»                   | 良人の貞操 前篇 春来れば                                  | Отто-но тэйсо зэнпэн хару курэба                          | A Husband's Chastity: Part 1: When Spring Comes           | Ямамото также сценарист. Мелодрама по роману Нобуко Ёсия. В ролях: Такако Ириэ, Минору Такада, Хидэко Такаминэ. Пр-во P.C.L. (Photo Chemical Laboratories)                                                                   |
| 1937                                                      | «Целомудрие мужа. Часть 2: Снова осень»                            | 良人の貞操 後篇 秋ふたたび                                | Отто-но тэйсо кохэн аки футатаби                          | A Husband's Chastity: Part 2: Autumn Once More            | Ямамото также сценарист. Мелодрама по роману Нобуко Ёсия. В ролях: Такако Ириэ, Минору Такада, Хидэко Такаминэ. Пр-во P.C.L. (Photo Chemical Laboratories)                                                                   |
| 1937                                                      | «Японский женский учебник»                                         | 日本女性読本                                              | Нихон дзосэй докухон                                      | Japanese Women's Textbook                                 | Сорежиссёры — Сотодзи Кимура, Тосио Оотани. Фильм-драма из трёх новелл (Ямамото постановщик 1-й новеллы) по роману Кана Кикути. В ролях: Минору Такада, Тиэко Такэхиса. Пр-во P.C.L. (Photo Chemical Laboratories)           |
| 1937                                                      | «Энокэн: Карманник Кинта» (фильм в двух частях)                    | エノケンのちゃっきり金太 前篇 / 後篇                      | Энокэн-но таккири Кинта (дзэмпэн; кохэн)                  | Pickpocket Kinta (Parts 1 and 2)                          | Историческая комедия (дзидайгэки) с участием: Кэнъити Эномото, Дзэко Накамура, Тэйити Футамура. Пр-во «Тохо» |
| 1937                                                      | «Красивый ястреб»                                                  | 美しき鷹                                                  | Уцукусики така                                            | Beautiful Hawk                                            | Фильм-драма по роману Кана Кикути. В ролях: Нобору Киритати, Тидзуко Канда, Хё Китадзава. Пр-во «Тохо» |
| 1938                                                      | «Любовь Тодзюро»                                                   | 藤十郎の恋                                                | То:дзюро-но кой                                           | The Loves of Tojuro                                       | Фильм-драма по роману Кана Кикути. Ассистент режиссёра — Акира Куросава. В ролях: Кадзуо Хасэгава, Такако Ириэ, Хидэко Такаминэ. Пр-во «Тохо»                                                                                |
| 1938                                                      | «Уроки литературы»                                                 | 綴方教室                                                  | Цудзириката кёсицу                                        | Composition Class                                         | Фильм-драма на основе эссе Масако Тоёды. Ассистент режиссёра — Акира Куросава. В ролях: Хидэко Такаминэ, Мусэй Токугава, Осаму Такидзава. Пр-во «Тохо                                                                        |
| 1938                                                      | «Энокэн: Жизнь—сюрприз»                                            | エノケンのびっくり人生                                    | Энокэн-но биккури дзинсэй                                 | Enoken: Life Is a Surprise                                | Ямамото также сценарист. Кинокомедия с участием: Кэнъити Эномото, Нобору Киритати, Мицуко Хорикава. Пр-во «Тохо» |
| 1939                                                      | «Энокэн: Время проницательности»                                   | エノケンのがっちり時代                                    | Энокэн-но гаттири дзидай                                  | Enoken's Time of Shrewdness                               | Ямамото также сценарист. Кинокомедия с участием: Кэнъити Эномото, Нобору Киритати, Садаити Янагида. Пр-во «Тохо» |
| 1939                                                      | «Верные 47 ронинов» (фильм в двух частях)                          | 忠臣蔵 後篇                                               | Тюсингура (дзэмпэн; кохэн)                                | The Loyal 47 Ronin (Parts 1 and 2)                        | Историческая драма (дзидайгэки) на основе японского народного предания (сохранилось только 30 мин. концовки). В ролях: Дэндзиро Окоти, Кадзуо Хасэгава, Сэцуко Хара, Такако Ириэ, Дэн Обината, Хидэко Такаминэ. Пр-во «Тохо» |
| 1939                                                      | «Лёгкая аллея»                                                     | のんき横丁                                                | Нонки ёкото                                               | Easy Alley                                                | Ямамото также сценарист. Комедия по произведению Минору Акиты. В ролях: Каматари Фудзивара, Хэйхатиро Окава, Юмико Айдзонэ. Пр-во «Тохо»                                                                                     |
| 1940-е годы                                               |                                                                    |                                                           |                                                           |                                                           | |
| 1940                                                      | «Медовый месяц Роппы»                                              | ロッパの新婚旅行                                          | Роппа-но синкон рёко                                      | Roppa's Honeymoon                                         | Ямамото также сценарист. Комедия. В ролях: Роппа Фурукава, Хамако Ватанабэ, Айко Мимасу. Пр-во «Тохо» |
| 1940                                                      | «Энокэн: Режущий Кинта»                                            | エノケンのざんぎり金太                                    | Энокэн-но зангири кинта                                   | Enoken's Slashing Kinta                                   | Ямамото также автор сюжета. Комедия. В ролях: Кэнъити Эномото, Садаити Янагида, Хидэко Сасахара. Пр-во «Тохо» |
| 1940                                                      | «Царь обезьян» (фильм в двух частях)                               | 孫悟空 前篇                                               | Сонгоку (дзэмпэн; кохэн)                                  | The Monkey King (Parts 1 and 2)                           | Ямамото также сценарист. Фильм-драма по роману Юсаку Ямагаты. В ролях: Кэнъити Эномото, Ранко Ханаи, Хидэко Такаминэ. Пр-во «Тохо»                                                                                           |
| 1941                                                      | «Лошадь»                                                           | 馬                                                        | Ума                                                       | Horse                                                     | Ямамото также сценарист. Ассистент режиссёра — Акира Куросава. Фильм-драма. В ролях: Хидэко Такаминэ, Каматари Фудзивара, Садако Савамура. Пр-во «Тохо»                                                                      |
| 1941                                                      | «Как дождь по соседству»                                           | 巷に雨の降る如く                                          | Тимата ни амэ-но фуруготоку                               | Like Rain in the Neighborhood                             | Ямамото также сценарист. Фильм-драма. В ролях: Кэнъити Эномото, Итиро Цукита, Хисако Яманэ. Пр-во «Тохо» |
| 1942                                                      | «Небо надежды»                                                     | 希望の青空                                                | Кибо-но аодзора                                           | The Sky of Hope                                           | Ямамото также сценарист. Военный фильм-драма (пропаганда). В ролях: Хидэко Такаминэ, Рё Икэбэ, Сэцуко Хара, Такако Ириэ, Урэо Эгава. Пр-во «Тохо»                                                                            |
| 1942                                                      | «Война на море от Гавайских островов до Малайи»                    | ハワイ・マレー沖海戦                                      | Хавай-марэ оки кайсэн                                     | The War at Sea From Hawaii to Malaya                      | Ямамото также сценарист. Военный фильм-драма (пропаганда). В ролях: Каору Ито, Сэцуко Хара, Сусуму Фудзита, Дэндзиро Окоти, Эйтаро Синдо. Пр-во «Тохо». Премия журнала «Кинэма Дзюмпо» лучшему фильму 1942 года              |
| 1944                                                      | «Отряд соколов Като»                                               | 加藤隼戦闘隊                                              | Като хаябуса сэнтотай                                     | Kato's Falcon Fighters                                    | Ямамото также сценарист. Военный фильм-драма (пропаганда). В ролях: Сусуму Фудзита, Минору Такада, Дэндзиро Окоти, Такаси Симура. Пр-во «Тохо»                                                                               |
| 1944                                                      | «Атака торпедоносцев»                                              | 雷撃隊出動                                                | Райгэкитай суцудё                                         | Torpedo Squadrons Move Out                                | Ямамото также сценарист. Военный фильм-драма (пропаганда). В ролях: Дэндзиро Окоти, Сусуму Фудзита, Акитакэ Коно, Масаюки Мори, Кокити Такада. Пр-во «Тохо»                                                                  |
| 1945                                                      | «Прямо к американцам» (не закончен)                                | アメリカヨロー                                            | Америка ёро:                                              | Straight to the Americans                                 | Съёмки фильма были в самом разгаре, когда было объявлено о капитуляции Японии. Пропагандистский военный фильм. Пр-во «Тохо».                                                                                                 |
| 1946                                                      | «Люди, творящие завтра» («Творящие завтрашний день»)               | 明日を創る人々                                            | Асита о цукуру хитобито                                   | Those Who Make Tomorrow                                   | Ямамото один из трёх режиссёров — сорежиссёры: Акира Куросава, Хидэо Сэкигава. Фильм снят по заказу профсоюза работников кинокомпании «Тохо». В ролях: Такаси Симура, Масаюки Мори, Хидэко Такаминэ. Пр-во «Тохо».           |
| 1947                                                      | «Четыре истории любви» (киноальманах, новелла 3 — «Нежная любовь») | 四つの恋の物語 第三話 恋はやさし                          | Ёцу-но кои-но моногатари дайсанва кой ва ясаси            | Four Love Stories                                         | киноальманах из 4-х новелл. Режиссёры др. эпизодов: Сиро Тоёда, Микио Нарусэ, Тэйноскэ Кинугаса. В ролях: Кэнъити Эномото, Сэцуко Вакаяма, Тёко Иида Пр-во «Тохо».                                                           |
| 1947                                                      | «Время новых дураков» (фильм в двух частях)                        | 新馬鹿時代 前篇 後篇                                      | Син бака дзидай (дзэмпэн; кохэн)                          | The Now Age of Fools (Parts 1 and 2)                      | Кинокомедия. В ролях: Роппа Фурукава, Кэнъити Эномото, Минору Такада, Тосиро Мифунэ. Пр-во «Тохо» |
| 1947                                                      | «Весенний банкет»                                                  | 春の饗宴                                                  | Хару-но кёэн                                              | Spring Banquet                                            | Ямамото также сценарист. Фильм-драма. В ролях: Рё Икэбэ, Сэцуко Вакаяма, Каматари Фудзивара. Пр-во «Тохо» |
| 1949                                                      | «Дитя ветра»                                                       | 風の子                                                    | Казэ-но ко                                                | Child of the Wind                                         | Ямамото также сценарист. Фильм-драма по произведению Эйскэ Ямамото. В ролях: Сидзуэ Нацукава, Тиэко Такэхиса, Ацуси Ватанабэ. Пр-во Eiga Geijutsu Kyōkai / Ōizumi puro, прокат — «Тохо»                                      |
| 1949                                                      | «Весенний флирт»                                                   | 春の戯れ                                                  | Хару-но товамурэ                                          | Spring Flirtation                                         | Ямамото также сценарист. Фильм-драма по мотивам пьесы «Мариус» Марселя Паньоля. В ролях: Хидэко Такаминэ, Урэо Эгава, Дзюкити Уно, Тёко Иида, Такаси Симура. Пр-во Ei-gei-kyō / «СинТохо», прокат — «Тохо»                   |
| 1950-е годы                                               |                                                                    |                                                           |                                                           |                                                           | |
| 1950                                                      | «Побег из тюрьмы»                                                  | 脱獄                                                      | Дацугоку                                                  | Escape from Prison                                        | Ямамото также сценарист. Фильм-драма. В ролях: Миэко Такаминэ, Тосиро Мифунэ, Эйтаро Одзава, Такаси Симура. Пр-во Ōizumi eiga / Ei-gei-kyō, прокат — Токийский кинопрокат                                                    |
| 1950                                                      | «Госпожа Жемчуг» (фильм в двух частях)                             | 真珠夫人 前篇 / 後篇                                      | Синдзю фудзин (дзэмпэн; кохэн)                            | Mrs. Pearl: Virgin Reel / Mrs. Pearl: Wife Reel           | Ямамото также сценарист. Мелодрама по роману Кана Кикути. В ролях: Миэко Такаминэ, Рё Икэбэ, Исаму Косуги, Такаси Симура. Пр-во «Дайэй»                                                                                      |
| 1951                                                      | «Элегия»                                                           | 悲歌                                                      | Хика                                                      | Elegy                                                     | Ямамото также сценарист. Ассистент режиссёра — Исиро Хонда. Фильм-драма. В ролях: Кэн Уэхара, Миэко Такаминэ, Тосиро Мифунэ, Такаси Симура. Пр-во Eiga Geijutsu Kyōkai / «Тохо»                                              |
| 1951                                                      | «Хопу-сан. Учебник для саларимана»                                 | ホープさん サラリーマン虎の巻                             | Хопу-сан сарараман-но маки                                | Mr. Hope                                                  | Ямамото также сценарист. Комедия из цикла студии «Тохо» об офисных работниках. В ролях: Кэйдзю Кобаяси, Эйдзиро Тоно, Хидзуру Такатихо, Такаси Симура. Пр-во «Тохо»                                                          |
| 1951                                                      | «Кто знает женское сердце»                                         | 女ごころ誰が知る                                          | Оннагокоро дарэ-га сиру                                   | Who Knows a Woman's I leart?                              | Ямамото также сценарист. Фильм-драма по мотивам романа Макото Ходзё. В ролях: Миэко Такаминэ, Рё Икэбэ, Тосиро Мифунэ, Кёко Кагава. Пр-во «Тохо»                                                                             |
| 1952                                                      | «Город семи цветов»                                                | 七色の街                                                  | Нанаиро-но мати                                           | Town of Seven Colors                                      | Ямамото также сценарист. Фильм-драма по мотивам романа Ринтаро Такэды. В ролях: Рё Икэбэ, Фубики Косидзи, Марико Окада, Роппа Фурукава. Пр-во «Тохо»                                                                         |
| 1953                                                      | «Счастливые приключения любви»                                     | 恋の風雲児                                                | Кой-но фу:ндзи                                            | Lucky Adventures of Love                                  | Ямамото также сценарист. Историческая драма (дзидайгэки). В ролях: Сусуму Фудзита, Сэцуко Хара, Такаси Симура, Кэнъити Эномото. Пр-во «Тохо»                                                                                 |
| 1953                                                      | «Девушки среди цветов» («Девушки в саду»)                          | 花の中の娘たち                                            | Хана-но нака-но мусумэтати                                | Girls in the Orchard                                      | Ямамото также сценарист. Фильм-драма. В ролях: Макото Кобори, Норико Хонма, Марико Окада, Кэйдзю Кобаяси, Эйдзиро Тоно.. Пр-во «Тохо»                                                                                        |
| 1953                                                      | «Фонарь» («Лёгкая ловушка»)                                        | 誘蛾燈                                                    | Югато                                                     | Light Trap                                                | Ямамото также сценарист. Фильм-драма по роману Кадзуо Хироцу. В ролях: Рё Икэбэ, Хадзимэ Идзу, Ёко Суги, Кёко Кагава, Кэн Уэхара. Пр-во «Тохо»                                                                               |
| 1954                                                      | «Юный мастер как человек компании» (фильм в двух частях)           | 坊ちゃん社員 前篇 / 後篇                                  | Боттян саин (дзэмпэн; кохэн)                              | Mr. Valiant / Mr. Valiant Rides Again                     | Ямамото также сценарист. Кинокомедия по произведению Кэйты Гэндзи. В ролях: Кэйдзю Кобаяси, Хадзимэ Идзу, Тацуо Сайто, Юноскэ Ито. Пр-во «Тохо»                                                                              |
| 1954                                                      | «Субботний ангел»                                                  | 土曜日の天使                                              | Доёби-но тэнси                                            | Saturday's Angel                                          | Ямамото также сценарист. Фильм-драма по произведению Минору Накано. В ролях: Хисая Морисигэ, Садако Савамура, Токи Сиодзава, Ёсико Ямагути. Пр-во «Тохо»                                                                     |
| 1955                                                      | «Мужчина среди мужчин» («Мужчина № 1»)                             | 男性Ｎｏ．１                                              | Дансэй намба 1                                            | A Man among Men                                           | Криминальная драма по произведению Рюдзо Кикусимы. В ролях: Кодзи Цурута, Тосиро Мифунэ, Марико Окада, Фубуки Косидзи. Пр-во «Тохо»                                                                                          |
| 1955                                                      | «Я тоже мужчина!»                                                  | 俺も男さ                                                  | Орэ мо отоко са                                           | I'm a Man Too!                                            | Фильм-драма по сюжету Мамору Мурасаки. В ролях: Кодзи Цурута, Акэми Цукиси, Наоко Кубо, Кёко Андзаи. Пр-во «СинТохо» |
| 1955                                                      | «Записи из угрюмого Тимора»                                        | むっつり右門捕物帖                                        | Мутцури умон торимонотё                                   | The Casebooks of Sullen Timor                             | Ямамото также сценарист. Историческая драма (дзидайгэки) по роману Мицудзо Сасаки. В ролях: Кэнъити Эномото, Такаси Симура. Пр-во «Тохо»                                                                                     |
| 1955                                                      | «История любви»                                                    | 愛の歴史                                                  | Ай-но рэкиси                                              | History of Love                                           | Ямамото также сценарист. Фильм-драма по произведению Тайдзиро Тамуры. В ролях: Кодзи Цурута, Ёко Цукаса, Сусуму Фудзита. Пр-во «Тохо»                                                                                        |
| 1956                                                      | «Преисподняя» («Город гангстеров»)                                 | 暗黒街                                                    | Анкокугай                                                 | Underworld                                                | Ямамото также сценарист. Криминальная драма по произведению Рюдзо Кикусимы. В ролях: Кодзи Цурута, Тосиро Мифунэ, Кёко Аояма. Пр-во «Тохо»                                                                                   |
| 1956                                                      | «Молодая леди на своём пути»                                       | お嬢さん登場                                              | Одзё-сан тодзё                                            | A Young Lady on Her Way                                   | Ямамото также сценарист. Фильм-драма. В ролях: Идзуми Юкимура, Рё Икэбэ, Роппа Фурукава. Пр-во «Тохо» |
| 1956                                                      | «Стоя на Манаслу: 8125 метров над уровнем моря» (док.)             | 標高８１２５米 マナスルに立つ                             | Хёко: 8125 Комэ манасару ни тацу                          | Standing on Manaslu: 8125 Meters above Sea Level          | Ямамото также сценарист. Документальный фильм пр-ва «Майнити» |
| 1957                                                      | «Из "Истории зоопарка": Слон»                                      | 「動物園物語」より 象                                     | Добуцуэн моногатари ёру зо                                | From "Zoo Story": Elephant                                | Ямамото также сценарист. Военная драма по роману Сабуро Фукуды. В ролях: Кэнъити Эномото, Норико Хонма, Кэйдзю Кобаяси. Пр-во «Тохо»                                                                                         |
| 1957                                                      | «Истории о Зэнте и Сампэе» (фильм в двух частях)                   | 善太と三平物語 前篇 / 後篇                                | Зэнта то Сампэй моногатари (дзэмпэн; кохэн)               | The Tale of Zama and Sanpei (Parts 1 and 2)               | Ямамото также сценарист. Фильм-драма по роману Дзёдзи Цуботы. В ролях: Тисю Рю, Юрико Ханабуса, Кэйко Цусима. Пр-во «Тохо»                                                                                                   |
| 1958                                                      | «Слава девочкам из джаза»                                          | ジャズ娘に栄光あれ                                        | Дзазу мусумэ ни эйко арэ                                  | Glory to the Jazz Girls                                   | Ямамото также сценарист. Музыкальная комедия. В ролях: Митико Хамамура, Хироси Коидзуми, Кэйко Цусима, Асами Кудзи, Акира Такарада. Пр-во «Тохо»                                                                             |
| 1958                                                      | «Токийские каникулы»                                               | 東京の休日                                                | Токио-но кьёдзицу                                         | A Holiday in Tokyo                                        | Ямамото также сценарист. Комедия / драма. В ролях: Ёсико Ямагути, Каору Ятигуса, Ёко Цукаса, Асами Кудзи, Акира Такарада. Пр-во «Тохо»                                                                                       |
| 1959                                                      | «Царь обезьян: Путешествие на Запад»                               | 孫悟空                                                    | Сонгоку                                                   | The Monkey King                                           | Ямамото также сценарист. Мистический боевик на основе классического романа китайского писателя XVI века У Чэнъэня. В ролях: Норихэй Мики, Рэйко Дан, Сусуму Фудзита. Пр-во «Тохо»                                            |
| 1960-е годы                                               |                                                                    |                                                           |                                                           |                                                           | |
| 1960                                                      | «Скучающая девушка в Гиндзе»                                       | 銀座退屈娘                                                | Гиндза тайкуцу мусумэ                                     | Bored Girl in Ginza                                       | Комедия. В ролях: Сономи Накадзима, Хироси Коидзуми, Кингоро Янагия, Куми Мидзуно, Акэми Кита, Акихиро Мива. Пр-во «Тохо» |
| 1964                                                      | «История гениального мошенника: Путь к енотовидной собаке»         | 天才詐欺師物語 狸の花道                                   | Тэнсай сагиси моногатари тануки-но ханамити               | Story of a Genius Swindler: A Raccoon Dog' s Path to      | Комедия на основе сюжета Кодзи Матиды. В ролях: Кэйдзю Кобаяси, Норихэй Мики, Хисая Морисигэ, Куми Мидзуно, Кэйко Авадзи, Такаси Симура. Пр-во «Тохо»                                                                        |
| 1964                                                      | «Цветы Эдо»                                                        | 花のお江戸の無責任                                        | Хана-но оэдо-но мусэкинин                                 | Flowers of Edo                                            | Ямамото также сценарист. Комедия на основе сюжета Ясудзи Тойта. В ролях: Хитоси Уэки, Хадзимэ Хана, Мицуко Кусабуэ, Рэйко Дан. Пр-во «Тохо»                                                                                  |
| 1965                                                      | «Самурай Джокер»                                                   | 狸の大将                                                  | Тануки-но тайсё                                           | Samurai Joker                                             | Ямамото также сценарист. Комедия. В ролях: Кэйдзю Кобаяси, Кэйко Авадзи, Итиро Арисима, Дзюндзабуро Бан. Пр-во «Тохо» |
| 1966                                                      | «Вор в бегах»                                                      | 狸の王様                                                  | Тануки-но осама                                           | Thief on the Run                                          | Ямамото также сценарист. Комедия. В ролях: Кэйдзю Кобаяси, Мицуко Кусабуэ, Дзюндзабуро Бан, Рэйко Дан, Итиро Арисима. Пр-во «Тохо»                                                                                           |
| 1966                                                      | «Мошенник встречает мошенника»                                     | 狸の休日                                                  | Тануки-но кьюдзицу                                        | Swindler Meets Swindler                                   | Ямамото также сценарист. Комедия. В ролях: Тадао Такасима, Итиро Арисима, Мицуко Кусабуэ, Норико Такахаси, Дзюндзабуро Бан. Пр-во «Тохо»                                                                                     |

## Комментарии
1. ↑  Название «Творящие завтрашний день» происходит от английского названия под которыми фильм демонстрировался в международном прокате (англ. Those Who Make Tomorrow)